# Pegomya
Pegomya is een omvangrijk geslacht van vliegen behorend tot de familie Anthomyiidae. De wetenschappelijke naam is gepubliceerd door Jean-Baptiste Robineau-Desvoidy in 1830.
De larven van veel soorten ontwikkelen zich in paddenstoelen. Andere soorten zijn bladmineerders. In die hoedanigheid zijn sommige soorten plaaginsecten voor de land- en tuinbouw, bijvoorbeeld Pegomya betae die suikerbiet en Pegomya hyoscyami die onder meer rode biet en spinazie aantast.
Mycofage (schimmeletende) soorten tasten ook eetbare paddenstoelen aan. Pegomya incisiva en Pegomya notabilis zijn onder meer in de oranje berkenboleet (Leccinum versipelle) en de gewone berkenboleet (Leccinum scabrum) aangetroffen. Pegomya scapularis is een van de soorten die het gewoon eekhoorntjesbrood (Boletus edulis) aantast.